# Kamalpur
Kamalpur är en ort i Indien.   Den ligger i delstaten Tripura, i den östra delen av landet, 1 500 km öster om huvudstaden New Delhi. Kamalpur ligger 40 meter över havet och antalet invånare är 5 508.
Terrängen runt Kamalpur är huvudsakligen platt, men åt sydost är den kuperad. Runt Kamalpur är det tätbefolkat, med 286 invånare per kvadratkilometer. Det finns inga andra samhällen i närheten. I omgivningarna runt Kamalpur växer huvudsakligen savannskog.